# Сербин Федір Петрович
Федір Петрович Сербин (нар. 13 липня 1919 — пом. 3 квітня 1999) — радянський військовий льотчик, Герой Радянського Союзу (1945), у роки німецько-радянської війни штурман ескадрильї 80-го гвардійського бомбардувального авіаційного полку 1-ї гвардійської бомбардувальної авіаційної дивізії 2-ї повітряної армії 1-го Українського фронту.

## Біографія
Народився 13 липня 1919 року в селі Вечірках (тепер Пирятинського району Полтавської області) в сім'ї селянина. Українець. Закінчив місцеву школу і зоотехнікум. Працював зоотехніком у селі Березовій Рудці.
У 1939 році призваний до лав Червоної Армії. У 1940 році закінчив Харківське військово-авіаційне училище. У боях німецько-радянської війни з червня 1941 року. Воював на Західному, Калінінському, Волховському, Північно-Західному, Воронезькому, Степовому, 1-му і 2-му Українських фронтах.
12 жовтня 1941 року, виконуючи бойове завдання в районі Медині Калузької області, літак Ф. П. Сербина вступив в бій з трьома «Хейнкелями». У нерівному поєдинку він збив одну ворожу машину, але і сам був підбитий. Льотчик і штурман зуміли вийти з бою і посадити літак у розташуванні радянських військ. Через три дні група літаків отримала наказ завдати удару по скупченню живої сили і техніки ворога в районі Малоярославця. На підході до цілі машина Ф. П. Сербина була підбита вогнем зенітної артилерії противника. Майже одночасно його атакували фашистські винищувачі. Завдяки витримці, вмілому і рішучого маневру екіпажу Ф. П. Сербин в нерівному поєдинку збив один «мессершмітт». Відірвавшись від переслідувачів, пошкоджений літак благополучно приземлився на своєму аеродромі.
28 листопада 1943 року при бомбардуванні скупчення ворожих військ на залізничній станції Знам'янці Ф. П. Сербин був провідним в групі з дев'яти літаків. У цьому бою радянські льотчики знищили 26 залізничних вагонів з боєприпасами, 6 платформ з бойовою технікою, десятки гітлерівців.
19 липня 1944 року у складі дев'яти літаків Пе-2 екіпаж гвардії старшого лейтенанта Ф. П. Сербина бомбив скупчення військ ворога в населеному пункті Поморжани. Фотоконтроль зафіксував: знищено 5 танків, 12 автомашин та зруйновано багато військових об'єктів.
До квітня 1945 року гвардії старший лейтенант Ф. П. Сербин здійснив 186 бойових вильотів на бомбардування живої сили, техніки, вузлів опору противника. У 28 повітряних боях особисто збив три і в групі два літаки ворога.
Указом Президії Верховної Ради СРСР від 27 червня 1945 року за зразкове виконання бойових завдань командування по знищенню живої сили і техніки противника і проявлені при цьому мужність і героїзм гвардії старшому лейтенанту Федору Петровичу Сербину присвоєно звання Героя Радянського Союзу з врученням ордена Леніна і медалі «Золота Зірка» (№ 7704).

Могила Федора Сербина

У 1953 році закінчив Військово-політичну академію.
У 1953—1956 роках — заступник командира з політичної частини 362-го бомбардувального авіаційного полку.
З 1961 року полковник Ф. П. Сербин у запасі. Жив у Києві. Помер 3 квітня 1999 року. Похований в Києві на Міському кладовищі «Берківці».

## Нагороди
Нагороджений орденом Леніна, трьома орденами Червоного Прапора, двома орденами Вітчизняної війни 1-го ступеня, орденом Червоної Зірки, медалями.